# Биатрикс Потър
Биатрикс Потър (на английски: Helen Beatrix Potter) е английска художничка и писателка, известна с многобройните си книги за деца, чиито главни герои са животни.
Родена в заможно семейство, Потър расте далеч от контакта с други деца. Образованието си получава от своята гувернантка. В игрите компания ѝ правят голям брой домашни любимци. Ваканциите малката Биатрикс прекарва в Шотландия и Лейк Дистрикт, откъдето обиква природата. Тази своя любов тя често изразява чрез рисуване. Родителите на Потър не подкрепят интересите на дъщеря си в сферата на микологията и акварела, които като девойка развива.
Една от най-успешните си книги „Зайчето Питър“ Биатрикс Потър публикува на 35-годишна възраст. Заради тайния си годеж със своя издател Норман Уорн, тя отново среща недоволството на своите родители. Малко преди сватбата им Уорн умира.
Посредством финансовата независимост, която придобива благодарение на високите продажби на книгите си, Биатрикс купува ферма в Лейк Дистрикт, където се отдава на любимите си занимания. Тя сама прави илюстрациите към своите творби. През 1913 г. се омъжва за местен адвокат. Без да прекратява писателската си дейност, Потър става фермер и започва да отглежда овце.
Умира през 1943 г., като оставя почти цялото си наследство на съпруга си. Биатрикс Потър публикува общо двадесет и три книжки за деца, които и до днес бележат голям интерес в цял свят. Историите ѝ се превеждат на многобройни езици и се интерпретират в различни форми на изкуството – балетни постановки, игрални и анимационни филми.

## Биография
Биатрикс Потър е родена в Лондон, Южен Кенсингтън на 28 юли 1866 г. Баща ѝ Рупърт Уилям Потър (1832 – 1914) рядко практикува професията си на адвокат. Майка ѝ Хелън Потър (1839 – 1932), дъщеря на търговец на памук, прекарва времето си в организиране и ходене на приеми.
Образованието си Биатрикс Потър получава вкъщи от своята гувернантка. Вероятно липсата на контакти с връстници оказва влияние върху бъдещите ѝ интереси. По-малкият ѝ брат Бертрам израства далеч от нея, като момче той е изпратен да учи в пансион. Така компания в игрите на малката Биатрикс правят безброй домашни любимци – жаби, тритони, порове и дори прилеп. Освен това има две зайчета – Бенджамин и Питър, второто тя носи постоянно със себе си, дори и в случаи на изненадващи излизания. Наблюдава животните с часове, след което започва да прави скици на образите им. Постепенно рисунките ѝ започват да стават все по-добри, като още от ранна възраст проличава талантът ѝ.
Всяко лято семейството на Потър наема къща в провинцията – Пъртшир, Шотландия. Една от ваканциите си те прекарват в Лейк Дистрикт. Там Биатрикс се запознава с местен свещеник, който по-късно, през 1895 г. основава National Trust – организация, чиято дейност е свързана с опазване на околната среда. Благодарение на това запознанство Биатрикс осъзнава нуждата от защита на региона от набезите на индустриализацията. Тази идея тя ще съхрани до края на живота си.

## Творчество
Герои на нейните истории обикновено са животните, които тя отглежда в дома си или наблюдава по време на ваканциите си в Шотландия и английската провинция. През 1893 г. Биатрикс прави подарък на 5-годишния син на своята гувернантка, като му изпраща една от своите истории. Окуражена от майката на момчето, през 1901 г., малко преди Коледа, Биатрикс Потър сама финансира издаването на първите 250 бройки на „Зайчето Питър“. Тиражът на книжките се изчерпва веднага, което налага да се допечатат още 200 екземпляра. Този успех спечелва доверието на издателя Норман Уорн, който сключва договор с Биатрикс Потър и в края на 1902 г. „Зайчето Питър“ е издадена в 28-хиляден тираж.
На 47-годишна възраст Биатрикс окончателно се заселва в Лейк Дистрикт, където се омъжва за местния адвокат Уилям Хийлис. До смъртта си през 1943 г. тя издава двадесет и три книжки, които и до днес продължават да бъдат превеждани на различни езици. Една част от тях също може да бъде прочетена и на български език: „Зайчето Питър“, „Катеричето Лешничко“, „Глостърският шивач“, „Бебо Бенджамин“, „Двете лоши мишки“, „Мисис Тиги-Мигъл“, „Джеръми Рибаря“, „Котето Томи“, „Зайчетата Каламбичета“, „Джемайма Патравата патица“.

### Галерия
- Илюстрация към детската книжка „The Tale of Peter Rabbit“ (1902)
- Илюстрация към детската книжка „The Tale of Two Bad Mice“ (1904)
- Илюстрация към детската книжка „The Tale of Jemima Puddle-Duck“ (1908)
- Илюстрация към детската книжка „The Tale of Johnny Town-Mouse“ (1918)
- Илюстрация към детската книжка „Cecily Parsley's Nursery Rhymes“ (1922)